# Battaglia di Kulm
La battaglia di Kulm fu combattuta tra il 29 e il 30 agosto 1813 durante la guerra della sesta coalizione dalle truppe del francesi comandate dal generale Dominique Vandamme e le forze austro-russo-prussiane sotto la guida del generale Barclay de Tolly e del generale Friedrich von Kleist. La battaglia fece seguito alla battaglia di Dresda vinta da Napoleone e si concluse con la distruzione dell'esercito francese che, lanciatosi all'inseguimento delle colonne nemiche in ritirata attraverso le disagevoli strade dei Monti Metalliferi, in Boemia, venne bloccato e successivamente accerchiato dopo una drammatica battaglia durata due giorni.
La sconfitta a Kulm e la quasi contemporanea disfatta nella battaglia del Katzbach fecero svanire le possibilità di vittoria di Napoleone e costrinsero l'imperatore ad iniziare il ripiegamento verso Lipsia dove in ottobre sarebbe stata combattuta la battaglia decisiva della guerra.

## Antefatti
Dopo la vittoria francese nella battaglia di Dresda il 27 agosto 1813, Vandamme insistette nel continuare ad attaccare le forze della coalizione in ritirata. Napoleone  inviò i marescialli Laurent de Gouvion-Saint-Cyr e Auguste Marmont per supportare le forze di Vandamme. Vandamme e le sue forze marciavano nelle prime linee mentre Saint Cyr e Marmont marciavano nelle retrovie. Il 29 agosto 1813 le forze di Vandamme cozzarono contro quelle del generale russo Aleksandr Ivanovič Osterman-Tolstoj vicino alla città di Kulm, otto chilometri a nordovest di Aussig (attuale Ústí nad Labem in Repubblica Ceca).

## Battaglia
Il 29 agosto Vandamme (32 000 soldati e 84 cannoni) attaccò le forze austro-russe del generale Osterman-Tolstoj (circa 13-14 000 soldati). La situazione era molto delicata per la coalizione poiché se Vandamme avesse vinto i francesi avrebbero avuto a disposizione lo spazio e il tempo per varcare le montagne ed insidiare pericolosamente gli eserciti della coalizione. L'attacco di Vandamme fu respinto e durante la notte arrivarono i rinforzi prussiani comandati da Friedrich von Kleist che attaccarono le retroguardie francesi. Nel tentativo di fronteggiare la doppia offensiva (in fronte con gli austro-russi e in retrovia con i prussiani), Vandamme tentò di organizzare alcune manovre difensive ma l'inesperienza dei soldati francesi non rese possibile una difesa efficace e il risultato fu una ritirata con gravi perdite.